# Guillaume Rippert
Guillaume Rippert (* 30. April 1985 in Paris) ist ein französischer ehemaliger Fußballspieler.
Der ehemalige U-21 Nationalspieler kommt aus der Jugend des FC Nantes und spielte in der Saison 2012/13 für Energie Cottbus in der 2. Bundesliga. Auch in der Schweiz und Rumänien war der Abwehrspieler aktiv. 